# مایکل مارلا
مایکل مارلا (انگلیسی: Michel Marella؛ زادهٔ ۲۸ سپتامبر ۱۹۴۶) بازیکن فوتبال اهل فرانسه است.
از باشگاه‌هایی که در آن بازی کرده‌است می‌توان به باشگاه فوتبال کن اشاره کرد.